# Our Kind of Love
"Our Kind of Love" é o título de uma canção gravada pela banda americana de música country Lady Antebellum. Escrita pelo trio, juntamente com Busbee, foi o terceiro single de seu segundo álbum de estúdio, Need You Now. A canção estreou na 50.ª posição na Billboard Country Songs no dia 24 de maio, 2010.

## Antecedentes e gravação
A canção foi escrita por Lady Antebellum em colaboração com o compositor Busbee. Busbee disse a HitQuarters que a composição da música começou com o riff de piano, que ele feito no estúdio enquanto aguardava o trio para comparecer a uma sessão de gravação que tinham reservado juntos.  Na chegada, Charles Kelley respondeu com entusiasmo à ideia e, em seguida, o trabalho teve início em desmistificar o riff em uma canção. Quando "Our Kind of Love" foi concluída no mesmo dia o grupo disse a Busbee que eles achavam que a música era boa o suficiente para ser um single para eles.

## Recepção da crítica
A canção recebeu críticas mistas, principalmente. Matt Bjorke do Roughstock afirmou que "Our Kind of Love", relembra sucessos do álbum de estreia do trio como ("Love Don’t Live Here" e "Lookin' For A Good Time") e mais outras coisas texturadas e encontradas na Quintupla platina de Need You Now, o single apresenta uma sonoridade interessante.

## Posição nas paradas
| Paradas                                  | Melhor posição |
| ---------------------------------------- | -------------- |
| Estados Unidos - Billboard Hot 100       | 61             |
| Estados Unidos - Billboard Country Songs | 1              |
| Canadá - Canadian Hot 100                | 51             |